# André Martin (physicien)
Pour les articles homonymes, voir André Martin et Martin.
André Jean Martin, né le 20 septembre 1929 à Paris et mort le 11 novembre 2020,, est un physicien des particules ayant fait sa carrière au CNRS et au CERN.

## Biographie
Après des études à l'École normale supérieure (promotion 1949), il entame sa carrière de chercheur CNRS sous la direction de Maurice Lévy au laboratoire de physique de l’École Normale. Il entre au CERN en 1959 comme boursier au sein de la division Théorie et devient physicien théoricien permanent en 1964.
En 1958 il participe à la fondation de l'Institut d’Études Scientifiques de Cargèse (Corse).
En 1959 il épouse Alice-Anne Schubert, dite Schu, décédée en 2016, dont il a eu deux fils, Philippe et Thierry.
En 1994, il reçoit le statut de physicien émérite, statut qui a été renouvelé jusqu'à ce jour. André Martin a eu des contacts scientifiques dans le monde entier: Europe, Asie, Amérique du Nord. Il a effectué de nombreuses visites aux États-Unis dont deux d'une année, à l'Institute for Advanced Study à l'invitation de J.R. Oppenheimer et à l'université de New York, à Stony Brook, à l'invitation de C.N. Yang.

## Travaux scientifiques
Dans sa thèse, chez Maurice Lévy,les résultats les plus intéressants sont la reconstruction d'une interaction séparable à partir d'un déphasage et une démonstration originale du théorème de Levinson. Au CERN il a d'abord travaillé sur les propriétés analytiques de l'amplitude de diffusion par un potentiel : d'une part une démonstration de la représentation de Mandelstam pour un potentiel de Yukawa, d'autre part une nouvelle méthode d'étude des ondes  partielles utilisant la transformée de Laplace. 
Après la preuve, due à Marcel Froissart, que la section efficace totale ne peut pas croître plus vite que le logarithme au carré de l'énergie, utilisant la représentation de Mandelstam,il s'intéresse à l'amplitude de diffusion à haute énergie. Il prouve que le résultat de Froissart pour la diffusion à angle fixe peut être amélioré. Finalement, en 1966 il réussit à démontrer la validité de la borne de Froissart à partir de la théorie locale des champs, sans postuler la représentation de Mandelstam. Entre temps, en 1964, il obtient une borne absolue sur l'amplitude de diffusion pion-pion, Cette borne a été considérablement améliorée plus tard.
Il a aussi prouvé la  convergence des approximants de Padé pour les niveaux de l'oscillateur anharmonique. Il a traité les effets relativistes sur l'instabilité des étoiles à bosons,.
En 1977, stimulé par les résultats expérimentaux sur le quarkonium, formé d'un quark et d'un antiquark lourds, il commença à étudier l'ordre des niveaux d'énergie dans les potentiels, mais ce n'est qu'en 1984 que le meilleur critère, le signe du laplacien du potentiel,fut trouvé. En même temps, en 1981, il propose un modèle naïf de potentiel pour reproduire  les niveaux du quarkonium, dont  le pouvoir prédictif est extraordinaire. Ce modèle a été aussi appliqué aux baryons formés de 3 quarks avec un grand succès par Jean Marc Richard. une vue d'ensemble de ces résultats se trouve dans le livre écrit avec H.Grosse et une revue plus récente non publiée se trouve dans ArXives.
Il a inventé une méthode géométrique pour étudier la stabilité des systèmes de particules chargées à 3 corps,
André Martin a aussi étudié la diffusion à basse énergie dans le cas de deux dimensions d'espace ainsi que le comptage des états liés.
Parmi les travaux récents (après 2008) citons une borne inférieure sur la section efficace inélastique, le signe de la partie réelle de l'amplitude de diffusion vers l'avant, une borne inférieure sur l'amplitude de diffusion à grand angle. 

## Ouvrages
- F. Cheung and A.  Martin: Analyticity Properties and Bounds on Scatteirng Amplitudes, Gordon nd Breach 1970
- A.Martin : Scattering Theory: Unitarity, Analyticity and Crossing, Notes byR Schrader, Springer-Verlag 1969
- (en) Harald Grosse (de) et A. Martin, Particle Physics and the Schrödinger Equation, Cambridge University Press, 1998 (ISBN 0-521-44425-X, lire en ligne)

## Distinctions
- Docteur honoris Causa de l'université de Lausanne,1972
- Membre correspondant de l'Académie des sciences, 1980[29].
- Chevalier de la Légion d'Honneur, 1992
- Associé  étranger de l'Académie des Sciences de l'Inde
- Associé étranger du Tata Institute (Bombay)
- Médaille d’or Gian-Carlo Wick, 2007[30].
- Prix Pomerantchouk, Moscou 2010[31].